# Liste von Transportgeräten gemäß den Kennblättern fremden Geräts D 50/13

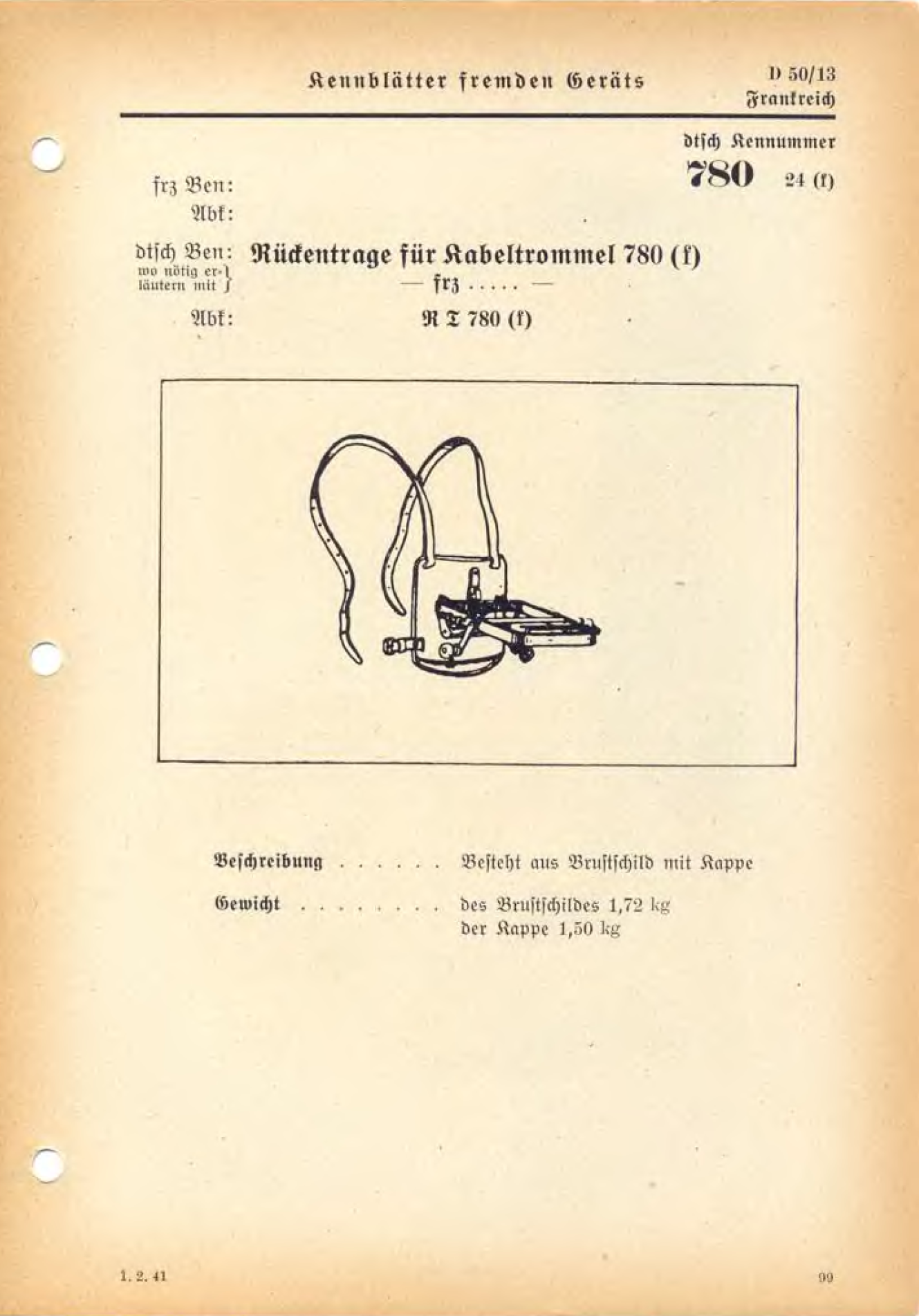
Kennblattbeispiel zu
D 50/13 Nr 780 24 (h)

In dieser Liste von Transportgeräten gemäß den Kennblättern fremden Geräts D 50/13 werden Transportgeräte jeglicher Art aufgeführt, die vom Heereswaffenamt verzeichnet wurden.
Nachfolgend ein Überblick/Auszug zur offiziellen Dokumentation Kennblätter fremden Geräts D 50/13: Nachrichtengerät.

## Hinweise zur Liste
Aufbau der Tabelle
Untenstehende Tabelle führt folgenden Spalteninhalte:
- dtsch. Kennnr. (deutsche Kenn-Nummer), dies entspricht dem Originalindex in den Kopfzeilen der Kennblätter mit Kennnummer, Stoffgebietenummer und Beutezeichen.
- Abk. dtsch. Ben. (Abkürzung deutsche Benennung), Originalbezeichnung entnommen aus der fünften Zeile der Kennblätter.
- Landesbez. nach HWA (Heereswaffenamt), Originalangaben entnommen aus der ersten Zeile der Kennblätter.
- Bild, eine Bildauswahl aus Wikipedia für dieses Objekt.
- Bemerkungen, Hier werden Links zu bereits existierenden Wikipedia-Artikeln eingetragen.

 Info: Die in der Tabelle angegebenen Originaleinträge sollen nicht geändert werden, weil diese den Angaben aus den Kennblättern entsprechen. Nach neuerem Forschungsstand sind teilweise Errata in den Kennblättern erkannt worden. Diese werden unten im Abschnitt Anmerkungen jeweils zur Kenn-Nummer erläutert. Die Wikilinks in den runden Klammern sollten das Lemma der entsprechenden Artikel in Wikipedia enthalten.

## Tabellarische Übersicht
| dtsch. Kennr. | Abk. dtsch. Ben.                   | Landesbez.nach HWA (Wikipedia-Artikel) | Bild | Bemerkungen                                                   |
| ------------- | ---------------------------------- | -------------------------------------- | ---- | ------------------------------------------------------------- |
| 181 24 (a)    | R. T. 181 (a)                      | in D 50/13 keine Angabe                |      | Rückentrage für Kabeltrommel, 200 m Kabel                     |
| 181 24 (r)    | R. T. 181 (r)                      | in D 50/13 keine Angabe                |      | Feldkabeltrommel mit Rückentrage, 500–1.000 m Kabel           |
| 182 24 (a)    | Kabelhandwagen 182 (a)             | in D 50/13 keine Angabe                |      | zweirädriger Karren, von Soldaten gezogen                     |
| 182 24 (r)    | Feldkabelrolle auf Skiern 182 (r)  | in D 50/13 keine Angabe                |      | für Fernsprechleitungsbau im Winter                           |
| 183 24 (a)    | Kabelkarren 183 (a)                | in D 50/13 keine Angabe                |      | zweirädriger Karren, von zwei Maultieren gezogen              |
| 184 24 (a)    | Kabelwagen 184 (a)                 | in D 50/13 keine Angabe                |      | zweirädriger Karren, von vier Pferden gezogen, 2,7–8 km Kabel |
| 186 24 (r)    | Feldkabellegegerät auf Lkw 186 (r) | in D 50/13 keine Angabe                |      |                                                               |
| 187 24 (r)    | Feldkabellegegerät auf Lkw 187 (r) | in D 50/13 keine Angabe                |      |                                                               |
| 780 24 (f)    | R. T. 780 (f)                      | in D 50/13 keine Angabe                |      | Rückentrage für Kabeltrommel                                  |
| 781 24 (f)    | Kabelhandwagen 781 (f)             | in D 50/13 keine Angabe                |      | in sechs Teile zerlegbarer Kabelhandwagen, Gewicht: 45 kg     |